# Ghatskejsarduva
Ghatskejsarduva (Ducula cuprea) är en fågel i familjen duvor inom ordningen duvfåglar.

## Utseende och läte
Ghatskejsarduvan är en stor och elegant pärlgrå duva med mörka vingar. Ett brett grått band tvärs över stjärten syns tydligt i flykten. Sången är mörk och resonerande, "ouh-woOO WOO".

### Skillnader gentemot andra duvor
Jämfört med nilgiriduvan är den större och utan denna arts svartvita fläck på halssidan. Grön kejsarduva är jämnstor men har grön rygg, ej brun, och även en kastanjebrun fläck under stjärten. Från bergkejsarduvan (som den tidigare behandlades som underart till, se nedan) skiljer den sig genom mörkt öga, mer skärgrå undersida som övergår mot rostrött på nedre delen av buken, kortare vingar men längre näbb samt smalare stjärtband.

## Utbredning och systematik
Fågeln förekommer i sydvästra Indien i Västra Ghats från Goa och nordvästra Karnataka söderut till Kerala. Den betraktades tidigare som underart till bergkejsarduva (Ducula badia) men urskiljs numera allmänt som egen art.

## Levnadssätt
Ghatskejsarduvan hittas i högväxt regnskog och lövskog, mestadels i bergstrakter men ibland ner till havsnivån. Fågeln ses födosöka i skogens övre skikt, ofta i småflockar, eller flyga kraftfullt ovan trädtaket.

## Status och hot
Arten har ett stort utbredningsområde, men tros minska i antal, dock inte tillräckligt kraftigt för att den ska betraktas som hotad. Internationella naturvårdsunionen IUCN listar därför arten som livskraftig (LC).